# アーベルク
アーベルクまたはアルベルク (Arberg) は、ドイツ連邦共和国バイエルン州ミッテルフランケンのアンスバッハ郡に属す市場町。

## 地理

### 自治体の構成
この町は、公式には12の地区 (Ort) からなる。このうち小集落や孤立農場などを除く集落を以下に列記する。

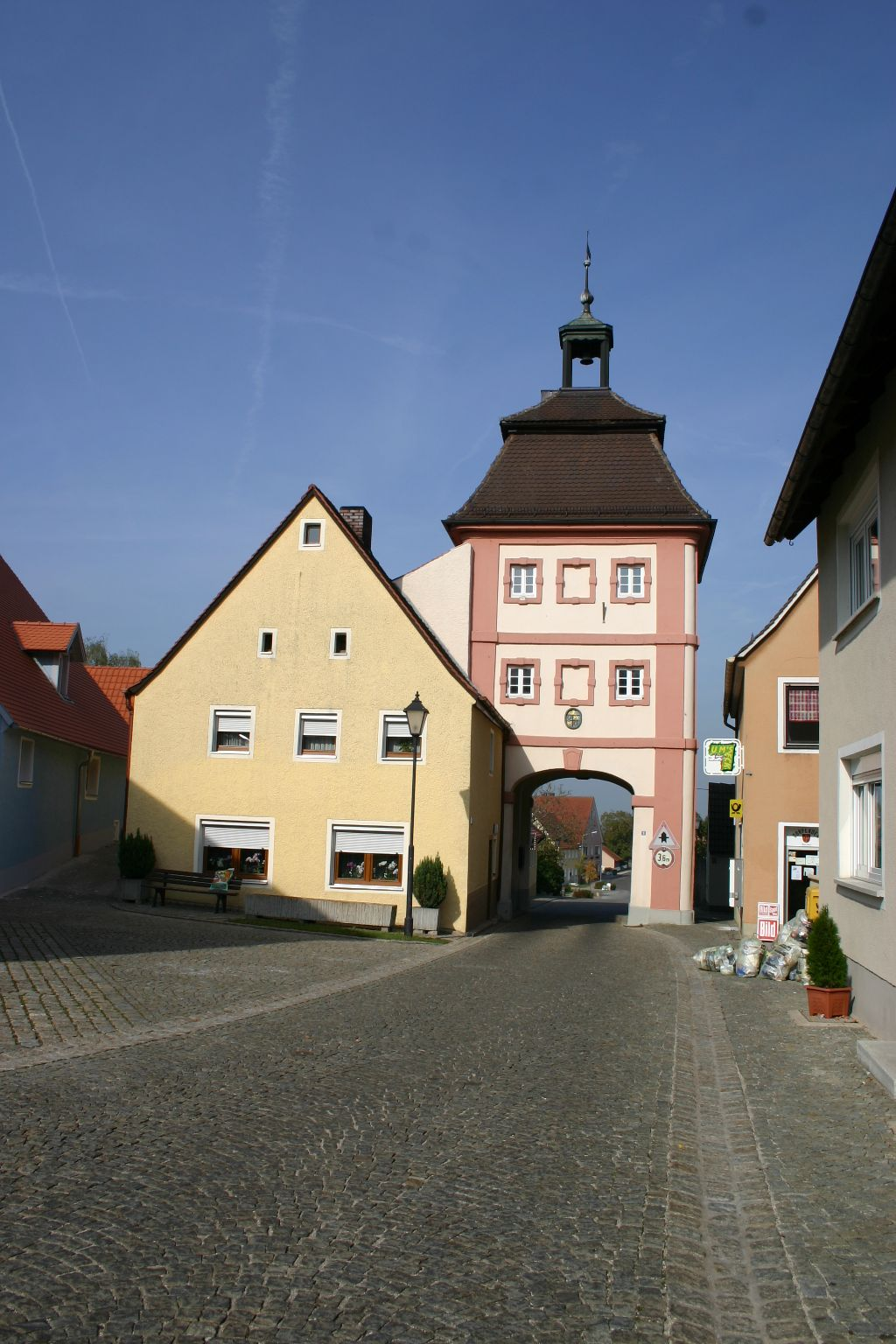
アーベルクの門

- アーベルク
- ゲオルゲンハーク
- ゴールトビュール
- グロースレレンフェルト
- ケンマーテン
- クラインレレンフェルト
- メルザッハ

## 行政

### 議会
議会は、首長を除いて、14議席。

## 建造物
ドイツ・テレコムの高さ109mの通信塔が、町内に建っている。（北緯49度08分17秒 東経10度36分37秒 / 北緯49.13806度 東経10.61028度）

## 人物

### 出身者
- ガブリエル・フォン・アイプ: 1500年頃のアイヒシュテット司教

## 引用
1. ↑  https://www.statistikdaten.bayern.de/genesis/online?operation=result&code=12411-003r&leerzeilen=false&language=de Genesis-Online-Datenbank des Bayerischen Landesamtes für Statistik Tabelle 12411-003r Fortschreibung des Bevölkerungsstandes: Gemeinden, Stichtag (Einwohnerzahlen auf Grundlage des Zensus 2011)
2. ↑  Bayerische Landesbibliothek Online